# Gare d'Assat
Pour les articles homonymes, voir Assat.
La gare d'Assat est une gare ferroviaire française de la ligne de Toulouse à Bayonne, située sur le territoire de la commune d'Assat, dans le département des Pyrénées-Atlantiques en région Nouvelle-Aquitaine. 
Elle est mise en service en 1867 par la Compagnie des chemins de fer du Midi et du Canal latéral à la Garonne. 
C'est une halte voyageurs de la Société nationale des chemins de fer français (SNCF) desservie par des trains régionaux TER Nouvelle-Aquitaine.

## Situation ferroviaire
Établie à 210 mètres d'altitude, la gare d'Assat, qui dépend de la région ferroviaire de Bordeaux, est située au point kilométrique (PK) 208,237 de la ligne de Toulouse à Bayonne, entre les gares ouvertes de Coarraze - Nay et de Pau. Elle est précédée des gares fermées de Baudreix et Boeil-Bezing.
Elle est équipée de deux quais : le quai 1 pour la voie 1 et le quai 2 pour la voie 2, qui disposent chacun d'une longueur utile de 150 m.

## Histoire
La Compagnie des chemins de fer du Midi et du Canal latéral à la Garonne met en service la station d'Assat lors de l'ouverture de la section de Lourdes à Pau et de l'intégralité de la ligne de Toulouse à Bayonne, le 20 juin 1867.
Après la seconde Guerre mondiale les maraîchers d'Assat de Meillon et de Bordes utilisaient presque tous les jours l'omnibus pour se rendre au marché de Pau, chargeant leur cargaison de légumes dans plusieurs fourgons. Il y avait alors trois trains à l'aller et trois au retour, par jour.
En 1970 l'accident du pont de l'Estanguet met fin à la rotation quotidienne d'un convoi de maïs vers l'Espagne (via Canfranc) ligne de Pau à Canfranc (frontière). Celui-ci était organisé par un client possédant un silo accolé à la gare. Si l'activité voyageur était moyenne (50 voy/jour), le fret reste prospère jusqu'en 1985 (30 wagons/mois) : engrais divers, tourbe, munitions pour le camp de Sedzère, poteaux P.T.T ( jusqu'à 10 wagons/jour dans les années 75/80). La gare est un site officiel d'embarquement et de débarquement des militaires en cas de conflit, elle est utilisée pour la manutention des explosifs destinés au camp militaire d’Idron.
En 1987 la fermeture du bâtiment voyageur transforme la gare en halte, la desserte est d'un aller et un retour vers Pau. Le démontage des installations et la fermeture d'un passage à niveau ont libéré une portion de terrain qui est rétrocédée à la commune. Le bâtiment voyageur est devenue une habitation. De l'ancienne gare il subsiste les quais qui accueillent les passagers de la halte. La fréquentation est de moins d'un voyageur par jour en 2006.

## Service des voyageurs

### Accueil
Halte SNCF, c'est un point d'arrêt non géré (PANG) à accès libre.

### Desserte
Assat est desservie par des trains régionaux TER Nouvelle-Aquitaine.

### Intermodalité
Le stationnement des véhicules est possible à proximité.
La ligne 534 du Réseau interurbain des Pyrénées-Atlantiques dessert la gare à proximité.